# Amblyosyllis granosa
Amblyosyllis granosa är en ringmaskart som beskrevs av Ehlers 1897. Amblyosyllis granosa ingår i släktet Amblyosyllis och familjen Syllidae. Inga underarter finns listade i Catalogue of Life.